# Heinz Hajek-Halke
Pour les articles homonymes, voir Hájek.
Heinz Hajek-Halke est un photographe, illustrateur et maquettiste de presse allemand, né à Berlin en 1898 et mort dans la même ville en 1983.

## Biographie
Heinz Hajek-Halke est le fils illégitime de Paul Halke, peintre et caricaturiste pour Ulk, et de Rosa Hajek, Juive d'origine tchèque. Son père ne le reconnaîtra officiellement qu'un an après sa naissance. Ses parents se séparent assez rapidement à l'amiable car ils se rendent compte qu'ils sont de caractères incompatibles.
En 1901 Rosa Hajek emmène son fils en Argentine, à Buenos Aires, avec celui qui deviendra rapidement son second mari, après que le divorce de son premier mariage a été prononcé.
En 1911, la famille doit revenir en Allemagne, à Berlin, car le beau-père de Heinz Hajek-Halke a tout perdu dans de mauvaises spéculations. Le jeune Heinz regrettera toujours l'Argentine alors que sa mère et son beau-père ont regretté l'Allemagne durant tout leur séjour à Buenos Aires.
De retour à Berlin Heinz reprend contact avec son père officiel, Paul Halke, qui lui apprend le dessin et la peinture. Il dira plus tard de lui que c'était un excellent professeur, mais très réactionnaire sur le plan artistique, car il qualifiait les tableaux d'une exposition de Die Brücke de « saletés ». Le jeune homme fait péniblement des études de façon chaotique, il fréquente en tout douze écoles entre 1911 et 1915, car il est régulièrement renvoyé pour indiscipline. À l'école privée Penne Lehmann ses principaux condisciples sont juifs et il forme avec eux une équipe très soudée ; son allemand restera toujours entremêlé de yiddish et d'espagnol. Il bénéficie là d'un environnement très riche sur le plan intellectuel.
En 1915 et 1916 il fait des études artistiques à la Köninglichen Kunstschule de Berlin, puis est appelé au service militaire. Il est caserné à Königsberg. Ne supportant pas les exercices incessants et la discipline absurde de l'armée, il se déclara volontaire pour rejoindre le front Ouest (c'est la Première Guerre mondiale) et combat dans la région d'Ypres, au chemin des Dames, puis en Alsace.

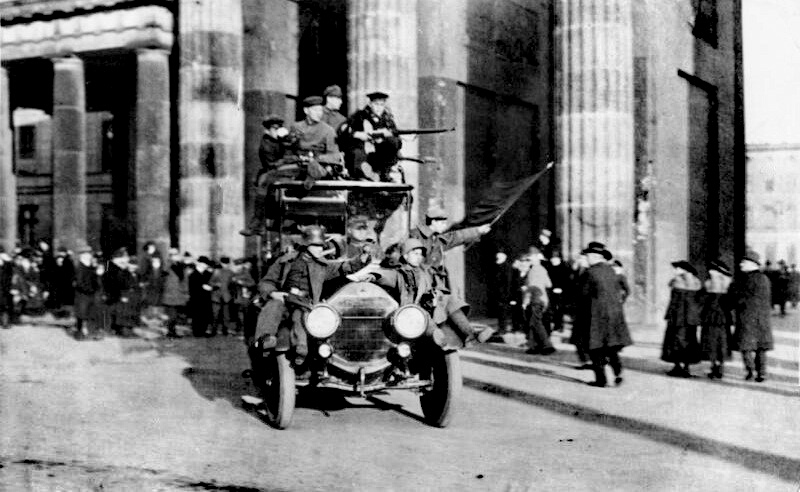
Révolution de novembre 1918 à Berlin : un groupe de soldats brandissant le drapeau rouge, le 9 novembre à la Porte de Brandebourg.

 En 1918, lors de la révolution de novembre, la troupe a pris le pouvoir dans son unité et il est élu au Soldatenrat (Conseil des soldats). Il établit des documents de permission pour toute son unité et il rentre à Berlin avec armes et bagages. Il est alors subjugué par les discours de Karl Liebknecht et Rosa Luxemburg et se situe à l'extrême-gauche. Il a des contacts suivis avec le Rat geistiger Arbeiter (Conseil des travailleurs intellectuels) composé essentiellement de communistes et d'anciens délégués des Soldatenrat. De caractère déjà rebelle dans son adolescence, ses expériences militaires l’ont rendu totalement réfractaire à toute forme d’autorité et il se considère comme un anarchiste. Il s’éloignera assez vite de toute activité politique.
Après les luttes spartakistes, l'exil de Guillaume II et l’instauration de la république, il assiste aux cours du professeur Emil Orlik aux Berliner Kunstgewerbe Museum, mais il le trouve trop conventionnel et rejoint alors l’atelier du professeur Hans Baluschek qui est un peintre plus progressiste à ses yeux.
Vers 1921, il se lie avec le peintre Heinrich Vogeler et les autres membres de la colonie artistique de Worpswede, petite ville de Basse-Saxe, non loin de Brême. La terrible crise économique de l’après-guerre le laisse sans ressources comme beaucoup d’autres.
En 1922-1923, il est éditeur photo et illustrateur pour les éditions de presse Dammert à Berlin. Il a la nostalgie des voyages et c’est la raison qui le pousse vers la profession de photographe de presse. Il ne connaît rien à la photographie mais, avec les conseils de quelques amis et un appareil d’emprunt, il apprend les bases du métier en autodidacte. En 1924 il fait ses premières expériences photographiques sérieuses avec la photographe Else Neuländer (Yva) et dès 1925 réalise ses premiers travaux avec collages et expositions multiples. Dès qu’il eût compris les principes techniques de la photographie, il se mit à expérimenter. Il sera jusqu’en 1931 photographe de presse pour Presse Photo et Fotoaktuell à Berlin. À ses débuts chez Presse Photo il apprend beaucoup de Willi Ruge, un photographe de presse qui a notamment réalisé de nombreuses images des combats dans Berlin en 1919. Ils travaillent souvent ensemble à la réalisation d’images complexes. Il publie des photos dans de nombreuses revues : Das Magazin, Das Leben, Revue des Monats, Scherl’s Magazin, Der Querschnitt, Uhu, il fournit des illustrations pour le Wiener Neueste Nachrichten, le Quedlinburger Tageblatt, le Stuttgarter Illustrierte et Mode und Heim. Il se spécialise en photomontage et il sera un des plus, sinon le plus important fournisseur d’images pour les revues des années 1920 et 1930, jusqu’à l’arrivée au pouvoir des nazis.
En 1927-1928 il travaille avec Marta Astfalck-Vietz, une autre photographe d’avant-garde qu’il avait rencontrée à la Kunstgewerbeschule, au développement de Combi-Photographien dans lesquelles il assemble du texte, des éléments graphiques et de la photo. Il fait la connaissance de Bruno Schulz qui publie certaines de ses photos dans sa revue annuelle Das Deutsche Lichtbild, considérée à cette époque comme le Gotha de la photographie allemande. Il réalise ses premières photos publicitaires avec des techniques expérimentales.
En 1929, il part avec le peintre de la Sécession hambourgeoise Otto Tetjus Tügel, qui a également vécu à Worpswede, pour une randonnée de 6 000 km de Berlin à Haparanda, dans le nord de la Suède.
Ce très long voyage de neuf mois, qu’il finance en cours de route en travaillant dans des fermes, et une fois sur un chantier du télégraphe, est peut-être entrepris dans le but de rompre définitivement avec la cocaïne qu’il a consommée régulièrement pendant un an et demi. « C’était tout au début, dira-t-il plus tard, quand j’étais sans travail, peu après l’inflation, où personne n’avait d’argent et où il fallait bien vivre de quelque chose. Je ne faisais pas que consommer, j’en vivais, et avec le temps je me suis fait toute une clientèle… La came je la dégottais dans les caves à coke, dans la Wesselsstrasse… Paul Marcus Penn avait lui aussi un faible pour ce genre de lieux et nous les avons écumés ensemble. Nous y avons fait connaissance des patrons de clubs de lutte et ils n’étaient pas si mécontents de rencontrer des gens de la presse : ils avaient besoin de photos eux aussi. J’ai alors pu faire mes photos. Ils vous disaient : ça, vous pouvez le publier, il n’y a personne dessus qui soit recherché,… après on laissait tomber les plaques. Mais j’ai fini par prendre mes distances avec ce milieu. »
Il participe cette année-là à l’importante exposition Film und Foto de Stuttgart qui est une manifestation d’ampleur internationale d’un nouveau courant dans la photographie, la Nouvelle Vision, aux côtés d’artistes qui marqueront également l’histoire de la photographie comme Germaine Krull, Edward Weston, Alexandre Rodtchenko, Berenice Abbott, Man Ray, André Kertesz et Georges Hoyningen-Huene ou Paul Outerbridge.
En 1930 il épouse l’actrice Katharina Prenzberger (Kitty Berger), dont il divorcera en 1935, et travaille intensément jusqu’en 1932 sur les possibilités artistiques de la photo de nu, très souvent avec son épouse comme modèle. Il travaille également comme photographe publicitaire, maquettiste et illustrateur.
Il reçoit la médaille d’or lors de l’Exposition de Photographie fasciste à Rome en 1933, pour une photo de nu, et la même année, le Ministère de la Propagande lui demande de réaliser des affiches pour le NSDAP (parti nazi, Hitler a été nommé Chancelier le 30 janvier) et de dénaturer des portraits de politiciens communistes et de la gauche radicale. Il est censé produire des visages effrayants. Refuser la commande étant trop dangereux, il parvient à l’esquiver et se montre de plus en plus discret puis, pour ne pas avoir à coopérer avec les nazis, il s’enfuit et va s’installer le plus loin possible de Berlin, à Kressbronn am Bodensee (lac de Constance, côté allemand) sous le nom de Heinz Halke. Il tente la Reichsflucht (expression de l’époque qui signifie «désertion du Reich»), mais est interpellé avant d’avoir pu réussir, heureusement assez loin de la frontière suisse pour pouvoir trouver une excuse plausible.
Il se consacre dès lors à la photographie d’insectes et de petits animaux pour des revues scientifiques et Das Deutsche Lichtbild et acquiert assez rapidement une notoriété certaine dans ce domaine, aidé en cela par de bonnes connaissances en sciences naturelles.
En 1936 il voyage au Brésil, où il fait notamment un reportage sur une ferme d’élevage de serpents et étudie la possibilité d’y émigrer. De retour en Allemagne, il se consacrera d’abord à une activité de photo journaliste et photographe commercial, puis est enrôlé dans l’armée comme photographe pour la firme Dornier, constructeur d’avions et hydravions à Friedrichshafen, non loin de chez lui.
En 1945 il est brièvement prisonnier de guerre des Français à Lindau, sur le Bodensee. Tout son matériel photo lui a été confisqué et il se retrouve sans ressources.
À partir de 1946 il récolte et vend des sangsues à des médecins et des hôpitaux de la région et exploite une ferme d’élevage de vipères dont il vend le venin à des firmes pharmaceutiques.
En 1948 il se lie d’amitié avec le photographe Toni Schneiders qui lui donne un appareil Rolleiflex. Les mobiles de Calder lui inspirent des sculptures de fil de fer qu’il fait bouger en les photographiant ou qu’il photographie avec un appareil en mouvement. Il se spécialise à nouveau dans la photo expérimentale et est membre, dès 1949, du groupe d’avant-garde Fotoform et participe à l’exposition Subjective Fotografie de Sarrebruck, première manifestation importante du groupe.
En 1954, Heinz Hajek-Halke est récompensé lors de la Photokina de Cologne, le plus important salon de la photo au monde, bisannuel et créé en 1950. Il participe à la deuxième exposition internationale Subjective Fotografie à Sarrebruck et va s’installer à Coblence.
La Hochschule für bildende Kunst (Académie des beaux-arts, actuellement université des Arts) de Berlin, l’engage en 1955 pour enseigner la photographie. Il est accueilli comme membre de la Deutsche gesellschaft für Photographie qui a été créée à Cologne en 1951. Il publie son premier livre : Experimentelle Fotografie. Son second livre, Lichtgrafik, paraîtra en 1964.
En 1965 il reçoit le Kulturpreis der Deutschen Gesellschaft für Photographie, la plus haute récompense accordée par cette association fondée à Cologne au lendemain de la guerre.
Il abandonne l’enseignement en 1967 et, en 1978, il reçoit la médaille David Octavius Hill de la Deutsche Fotografische Akademie, association de photographes créée en 1919. Il est fait membre d’honneur de la Deutsche Gesellschaft für Photographie la même année.
Il décède à Berlin le  11 mai 1983.

## À propos de l’œuvre
Heinz Hajek-Halke, quoique marié deux fois, n’a pas eu d’enfants, et n’a eu que peu de contacts avec le reste de sa famille, qui n’a guère montré plus d’intérêt pour lui que pour son œuvre, c’est pourquoi il en fit don par contrat à un ami très proche, le photographe Michael Ruetz qui devint ainsi son seul légataire et détenteur des droits sur l’œuvre. Son héritage comporte environ 3 000 tirages d’époque, dont un quart d’avant la Seconde Guerre mondiale, et un quart en couleurs qui sont restés dans leurs conditions originales, très tôt entreposés à l’abri de la lumière dans des conditions optimales.
La première période de son œuvre, des années 1920 et 1930, donne une image résolument moderne de la société berlinoise durant la République de Weimar, du bouillonnement culturel et artistique de ce bref intermède démocratique entre la fin de l’empire de Guillaume II, avec son départ pour l’exil en Hollande en 1918, et la proclamation du IIIe Reich par Hitler le 15 mars 1933.
Le montage est un mode dominant dans les années 1920 et correspond à l’esprit technique de l’époque, à la fascination pour la machine de la société et des artistes de l’après Première Guerre mondiale, même après les visions horrifiques de la guerre mécanique. La culture de Weimar, de l’architecture aux produits de consommation, était influencée par la machine. Hajek-Halke s’est inspiré des expériences accumulées par les artistes du Bauhaus dans leurs différents domaines, poussées à leurs limites ultimes avec l’aide des technologies les plus avancées de l’époque et un design non conventionnel, et il poursuivra la même démarche en photographie comme en mise en page. L’artiste utilise dès le début les techniques du montage et du collage dans ses travaux de commande pour la presse. Il les perfectionne et en acquiert une maîtrise remarquable, mais son expression est toute personnelle, et à l’opposé de John Heartfield, par exemple, il ne la met pas au service d’un discours politique. Les images de Heartfield recherchent le choc de la réalité sublimée tandis que Hajek-Halke accentue le caractère irréel de sa vision, et c’est en cela qu’on peut le rapprocher des surréalistes.
Quoiqu’engagé à gauche dès son retour du front en 1918, il abandonnera très vite les activités politiques tout en restant un opposant aux nazis, mais son œuvre personnelle n’est pas engagée au sens que l’on peut donner à ce terme actuellement. Elle a quelque chose de surréaliste, en effet, le hasard s’y mêle à l’intuition, la réflexion à l’instinct. Son œuvre est tout à fait inscrite dans l’époque, parfaitement identifiable à son temps tout en ne voulant pas le décrire. Elle n’est ni documentaire, ni critique, elle est essentiellement poétique. Comme maquettiste à ses débuts dans la presse, il arrive à un moment de grande évolution. Les mises en pages deviennent nettement plus dynamiques, l’apparition (en 1929, également année du cinéma parlant) et la diffusion croissante des Leica avec des films de 36 vues, donnent plus d’importance aux photos qui quittent souvent le simple domaine de l’illustration des articles pour devenir un discours en soi. L’influence du constructivisme et des cinéastes russes, Eisenstein, Dziga Vertov surtout, est très sensible dans l’esthétique de cette époque. L’apparent hasard de l’apparition simultanée du cinéma parlant et des mises en page dynamiques est assez frappant. Quoique ces deux techniques auraient dû mener à plus de réalisme pour ces médias, elles servirent plutôt à une plus grande fictionalisation, à une vision fantasmée de la réalité. Lorsqu’on lui demandera beaucoup plus tard quelles ont été ses influences en photographie, Hajek-Halke dira que le cinéma a été son modèle, son école, et en effet, on peut sans aucun doute rapprocher certaines de ses photos des images à expositions multiples du cinéaste Dziga Vertov dans son chef-d’œuvre L’Homme à la caméra (1929). Il sera d’ailleurs brièvement photographe pour le cinéma, et utilisera les procédés de trucage du cinéma dans son travail, notamment les expositions multiples de sujets devant un fond noir. La capacité du cinéma à amalgamer le proche et le lointain en une seule séquence lui a permis d’aboutir à un langage formel plus dynamique qu’il n’était possible avec les règles traditionnelles de la composition dans la mise en page.
Dans son travail sur le nu, il est à contre-courant de ce qui se fait généralement en photographie à cette époque. Il ne recherche pas le corps idéalisé, esthétique, mais la femme réelle, sensuelle, des corps vivants, chaleureux, opulents, qu’il associera souvent à des éléments graphiques par différentes techniques de montage. Il évite les poses recherchées, les attitudes et contorsions généralement imposées au modèle par les photographes. L’image de la femme qu’il donne ici est assez opposée à celle qui est montrée dans ses autres photographies, toute autre que celle de la femme libérée des années folles véhiculée par les revues et de l’image que l’on se fait actuellement de cette époque. La femme libérée, socialement et sexuellement, était le fait de quelques-unes seulement et non de la majorité. La liberté était plus un postulat qu’une réalité.
L’arrivée des nazis au pouvoir en 1933 marque une première rupture dans son œuvre. Il doit rapidement se montrer discret (il a épousé une juive, sa mère et son beau-père sont juifs) et il se cantonne dans des activités commerciales, tout en continuant d’utiliser sa maîtrise du montage pour réaliser des images de grande qualité aussi bien pour la publicité que lorsqu’il devra travailler à la propagande militaire pour Dornier Werke pendant la guerre.
Après la guerre, il reprend ses recherches en photographie expérimentale pour la presse et la publicité et son œuvre personnelle, principalement avec les Lichtgrafiken, qu’il réalise par intervention directe sur des négatifs de moyen ou grand format, marque une seconde rupture, avec une expression radicalement plus moderne, un langage définitivement éloigné du discours descriptif de la photographie traditionnelle. Il s’agit d’un art qui est lui-même le sujet de son exploration artistique. Hajek-Halke étudie ici la relation entre la lumière, la forme, et la couleur, et le résultat relie l’information objective à des valeurs esthétiques indépendantes. L’utilisation du procédé photographique lui permet également de combattre la notion d’œuvre originale et le fétichisme qui s’y attache encore aujourd’hui. Il est bien en cela héritier de la démarche du Bauhaus qui proposait des objets créés par des artistes et reproduits en série illimitée par des moyens industriels à destination de l’ensemble de la société. Pour ce faire, il bénéficie comme d’autres du soutien de l’industrie et c’est Agfa qui sera son sponsor pour les tirages grand format en couleurs.
À cette époque, les photographes allemands doivent se libérer des habitudes acquises sous la contrainte du régime hitlérien et, quelques-uns, ne voulant pas se complaire dans la description des ruines laissées par la guerre, se donnent dès lors une liberté totale dans la création artistique. Il n’y avait que peu d’options pour un artiste allemand : témoigner des horreurs vécues, ou se tourner résolument vers l’avenir et une nouvelle vision du monde. Celle-ci fut la réponse de Hajek-Halke à Auschwitz et Hiroshima. On peut voir dans les Lichtgrafiken l’expression à la fois de son bagage culturel, de ses expériences antérieures, et de sa volonté de les dépasser comme du rejet de l’enthousiasme consumériste des années 1950 et 1960.

## Expositions
- 2009 : Städtische Galerie, Ratisbonne
- 2007 : Kunstbibliothek Berlin
- 2002 : Kunsthaus Lempertz, Cologne
- 2002 : Centre national d'art et de culture Georges-Pompidou, Paris
- 1954 : Subjective Fotografie, Sarrebruck
- 1954 : photokina, Cologne
- 1949 : Subjective Fotografie, Sarrebruck
- 1929 : Film und Foto, Stuttgart

## Sources
- Heinz Halke, Heinz Hajek-Halke : artist, anarchist, Gœttingue, Steidl, 2006 (ISBN 978-3-86521-134-7)
- Introduction de Ulrich Keller, catalogue d'exposition à la galerie Kicken, Cologne, 1994.
- Communiqué de presse du Centre Pompidou : Célèbre et méconnu : Heinz Hajek-Halke avant-propos par Michael Ruetz, pour l'exposition de 2002.